# Phasia indica
Phasia indica là một loài ruồi trong họ Tachinidae.